# Challenger de Caltanissetta

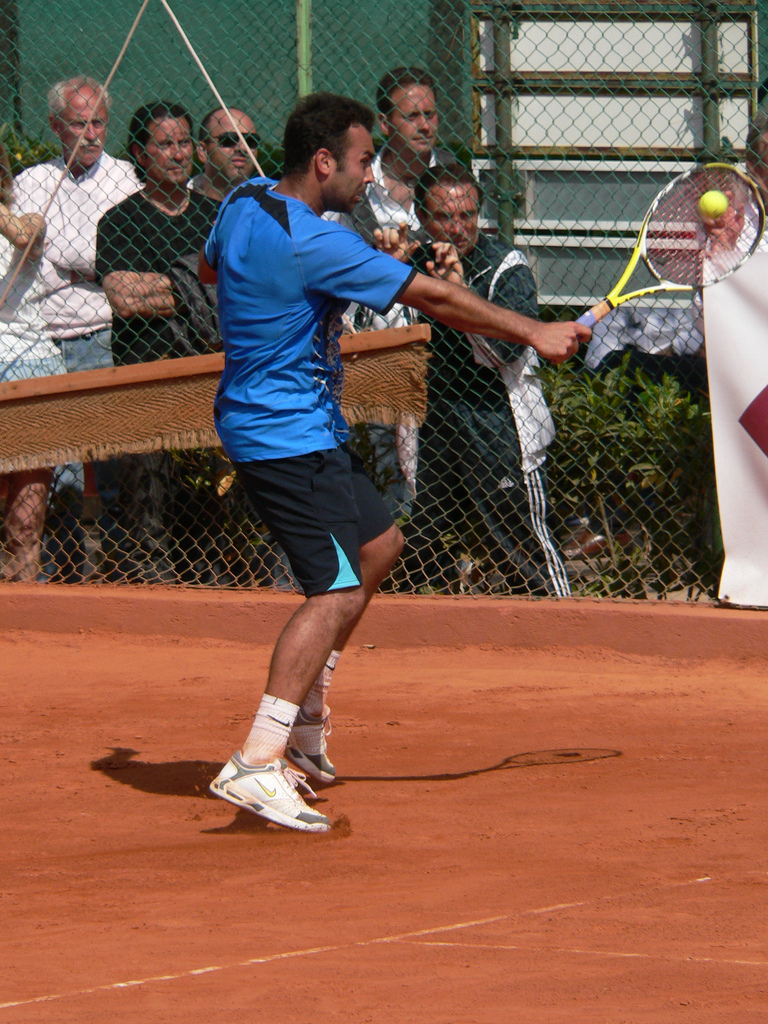
El francés Eric Prodon, ganador en individuales y en dobles (junto a Stéphane Huet) en la edición 2004

EL Città di Caltanissetta es un torneo profesional de tenis. Pertenece al ATP Challenger Series. Se juega desde el año 1999 sobre tierra batida roja, en Caltanissetta, Italia. Se celebra anualmente en el club de tenis de Villa Amedeo di Caltanissetta.
La primera edición del evento fue la de 1999 (cuando se instaló en la categoría satélite). Posteriormente, en 2005, el torneo ha pasado de Satélite para pertenecer al Circuito ITF para hombres y, finalmente, a partir de 2009 forma parte del circuito ATP Challenger Series. 

## Palmarés

### Individuales
| Categoría       |
| Challenger      |
| Future          |
| Torneo Satélite |

| Año  | Campeón               | Finalista            | Resultado       |
| ---- | --------------------- | -------------------- | --------------- |
| 2018 | Jaume Munar           | Matteo Donati        | 6–2, 7-62       |
| 2017 | Paolo Lorenzi         | Alessandro Giannessi | 6–4, 6-2        |
| 2016 | Paolo Lorenzi         | Matteo Donati        | 6–3, 4–6, 7–67  |
| 2015 | Elias Ymer            | Bjorn Fratangelo     | 6–3, 6–2        |
| 2014 | Pablo Carreño         | Facundo Bagnis       | 4-6, 6-4, 6-1   |
| 2013 | Dušan Lajović         | Robin Haase          | 7-64, 6-3       |
| 2012 | Tommy Robredo         | Gastão Elias         | 6-3, 6-2        |
| 2011 | Andreas Haider-Maurer | Matteo Viola         | 6-1, 7-61       |
| 2010 | Robin Haase           | Matteo Trevisan      | 7-5, 6-3        |
| 2009 | Jesse Huta Galung     | Thiemo de Bakker     | 6-2, 6-3        |
| 2008 | Gianluca Naso         | Enrico Burzi         | 6–4, 6–2        |
| 2007 | Giancarlo Petrazzuolo | Flavio Cipolla       | 6–3, 6–4        |
| 2006 | Werner Eschauer       | Victor Crivoi        | 6–3, 2–6, 6–2   |
| 2005 | Stefano Galvani       | Pablo Andújar        | 6–3, 6–0        |
| 2004 | Eric Prodon           | Nick van der Meer    | 7–5, 7–5        |
| 2003 | Daniel Köllerer       | Oliver Marach        | 6–4, 4–6, 6–3   |
| 2002 | Stefan Wauters        | Matteo Colla         | 7–5, 6–4        |
| 2001 | Hermes Gamonal        | Elia Grossi          | 6–0, 3–0 retiro |
| 2000 | Diego Álvarez         | Matteo Colla         | 1–6, 6–1, 6–4   |
| 1999 | Alexander Peya        | Fabio Maggi          | 7–5, 7–5        |

### Dobles
| Año  | Campeones                                   | Finalistas                                | Resultado              |
| ---- | ------------------------------------------- | ----------------------------------------- | ---------------------- |
| 2018 | Federico Gaio Andrea Pellegrino             | Blaž Rola Jiří Veselý                     | 7-6(4), 7-6(5)         |
| 2017 | James Cerretani Max Schnur                  | Denys Molchanov Franco Škugor             | 6–3, 3-6, [10-6]       |
| 2016 | Guido Andreozzi Andrés Molteni              | Marcelo Arévalo Miguel Ángel Reyes-Varela | 6–1, 6–2               |
| 2015 | Guido Andreozzi Guillermo Durán             | Lee Hsin-han Alessandro Motti             | 6–3, 6–2               |
| 2014 | Daniele Bracciali Potito Starace            | Pablo Carreño Enrique López Pérez         | 6-3, 6-3               |
| 2013 | Dominik Meffert Philipp Oswald              | Alessandro Giannessi Potito Starace       | 6-2, 6-3               |
| 2012 | Marcel Felder Antonio Veić                  | Daniel Gimeno-Traver Iván Navarro         | 5–7, 7–6(5), [10–6]    |
| 2011 | Daniele Bracciali Simone Vagnozzi           | Daniele Giorgini Adrian Ungur             | 3–6, 7–6 (2), [10]–[7] |
| 2010 | Santiago Ventura David Marrero              | Uladzimir Ignatik Martin Klizan           | 7–6(4), 6–4            |
| 2009 | Juan Pablo Brzezicki David Marrero          | Daniele Bracciali Simone Vagnozzi         | 7–6(5), 6–3            |
| 2008 | Juan-Martin Aranguren Juan-Francisco Spina  | Nikola Ciric Miljan Zekić                 | walkover               |
| 2007 | Dusan Karol Filip Zeman                     | Alejandro Fabbri Juan-Pablo Villar        | 7–6(7), 2–6, 6–2       |
| 2006 | Enrico Burzi Massimo Ocera                  | Jeroen Masson Gabriel Trujillo-Soler      | 7–6(8), 6–2            |
| 2005 | Konstantinos Economidis Alexander Japukovic | Pablo Andújar Matteo Volante              | 6–2, 3–6, 7–6(4)       |
| 2004 | Stéphane Huet Eric Prodon                   | Daniele Giorgini Manuel Jorquera          | 7–5, 6–2               |
| 2003 | Flavio Cipolla Jaroslav Pospisil            | Manuel Jorquera Alessandro Motti          | 6–4, 6–1               |
| 2002 | Dominique Coene Mike Scheidweiler           | Laszlo Fono Gergely Kisgyorgy             | 2–6, 6–4, 7–6(5)       |
| 2001 | Federico Cardinali Manuel Jorquera          | Omar Camporese Potito Starace             | 6–4, 6–4               |
| 2000 | Igor' Kunicyn Uros Vico                     | Laszlo Fono Ezequiel Velez-Ortiz          | 6–2, 6–4               |
| 1999 | Tapio Nurminen Steven Randjelovic           | Konstantin Gruber Alexander Peya          | 6–4, 6–0               |